# (31982) Johnwallis
(31982) Johnwallis (2000 HS20) – planetoida z pasa głównego asteroid okrążająca Słońce w ciągu 5,71 lat w średniej odległości 3,19 j.a. Odkryta 30 kwietnia 2000 roku.